# Aeroportul Villa Reynolds
Aeroportul Villa Reynolds (IATA: VME, ICAO: SAOR) este un aeroport din Provincia San Luis, Argentina ce deservește zona Villa Mercedes⁠(d). Aeroportul a fost tranzitat în decembrie 2022 de 12 pasageri.
Situat la o altitudine de 484 m, aeroportul dispune de o singură pistă. Este operat de Aeropuertos Argentina⁠(d).